# Jean-Christophe Bahebeck
Jean-Christophe Bahebeck (Saint-Denis, Francia, 1 de mayo de 1993) es un futbolista francés que juega como delantero en el Club Atlético Palmaflor de la Primera División de Bolivia.

## Selección nacional
Ha sido internacional con la selección de Francia sub-19, sub-20 y sub-21.

## Clubes
| Club                         | País         | Año           |
| ---------------------------- | ------------ | ------------- |
| París Saint-Germain F. C.    | Francia      | 2011-2018     |
| E. S. Troyes A. C. (cedido)  | Francia      | 2012-2013     |
| Valenciennes F. C. (cedido)  | Francia      | 2013-2014     |
| A. S. Saint-Étienne (cedido) | Francia      | 2015-2016     |
| Pescara Calcio (cedido)      | Italia       | 2016-2017     |
| F. C. Utrecht (cedido)       | Países Bajos | 2017-2018     |
| F. C. Utrecht                | Países Bajos | 2018-2020     |
| Partizán de Belgrado         | Serbia       | 2020-2021     |
| Club Atlético Palmaflor      | Bolivia      | 2022-presente |

### Estadísticas
Actualizado al último partido jugado el 23 de enero de 2022.
| Club                            | Temporada           | Div.                | Liga | Liga | Liga | Copas nacionales * | Copas nacionales * | Copas nacionales * | Copas internacionales ** | Copas internacionales ** | Copas internacionales ** | Total | Total | Total | Prom. · |
| Club                            | Temporada           | Div.                | PJ   | G    | A    | PJ                 | G                  | A                  | PJ                       | G                        | A                        | PJ    | G     | A     | Prom. · |
| ------------------------------- | ------------------- | ------------------- | ---- | ---- | ---- | ------------------ | ------------------ | ------------------ | ------------------------ | ------------------------ | ------------------------ | ----- | ----- | ----- | ------- |
| París Saint-Germain Francia     |                     |                     |      |      |      |                    |                    |                    |                          |                          |                          |       |       |       |         |
| 2010/11                         | 1.ª                 | 11                  | 0    | 1    | 2    | 1                  | 0                  | 0                  | 0                        | 0                        | 13                       | 1     | 1     | 0,08  |         |
| 2011/12                         | 1.ª                 | 8                   | 0    | 0    | 1    | 1                  | 0                  | 6                  | 1                        | 1                        | 15                       | 2     | 1     | 0,13  |         |
| 2014/15                         | 1.ª                 | 15                  | 2    | 3    | 6    | 1                  | 2                  | 3                  | 0                        | 1                        | 24                       | 3     | 5     | 0,12  |         |
| 2015/16                         | 1.ª                 | 0                   | 0    | 0    | 1    | 0                  | 0                  | 0                  | 0                        | 0                        | 1                        | 0     | 0     | 0     |         |
| Total                           | Total               | 34                  | 2    | 4    | 10   | 3                  | 2                  | 9                  | 1                        | 2                        | 53                       | 6     | 7     | 0,11  |         |
| Troyes AC Francia               |                     |                     |      |      |      |                    |                    |                    |                          |                          |                          |       |       |       |         |
| 2012/13                         | 1.ª                 | 27                  | 3    | 3    | 5    | 2                  | 0                  | —                  | —                        | —                        | 32                       | 5     | 3     | 0,16  |         |
| Total                           | Total               | 27                  | 3    | 3    | 5    | 2                  | 0                  | —                  | —                        | —                        | 32                       | 5     | 3     | 0,16  |         |
| Valenciennes FC Francia         |                     |                     |      |      |      |                    |                    |                    |                          |                          |                          |       |       |       |         |
| 2013/14                         | 1.ª                 | 19                  | 2    | 1    | 2    | 0                  | 0                  | —                  | —                        | —                        | 21                       | 2     | 1     | 0,10  |         |
| Total                           | Total               | 19                  | 2    | 1    | 2    | 0                  | 0                  | —                  | —                        | —                        | 21                       | 2     | 1     | 0,10  |         |
| Saint Etienne Francia           |                     |                     |      |      |      |                    |                    |                    |                          |                          |                          |       |       |       |         |
| 2015/16                         | 1.ª                 | 16                  | 1    | 0    | 1    | 1                  | 0                  | 6                  | 1                        | 0                        | 23                       | 3     | 0     | 0,13  |         |
| Total                           | Total               | 16                  | 1    | 0    | 2    | 1                  | 0                  | 6                  | 1                        | 0                        | 23                       | 3     | 0     | 0,13  |         |
| Delfino Pescara · Italia        |                     |                     |      |      |      |                    |                    |                    |                          |                          |                          |       |       |       |         |
| 2016/17                         | 1.ª                 | 15                  | 4    | 1    | —    | —                  | —                  | —                  | —                        | —                        | 15                       | 4     | 1     | 0,27  |         |
| Total                           | Total               | 15                  | 4    | 1    | —    | —                  | —                  | —                  | —                        | —                        | 15                       | 4     | 1     | 0,27  |         |
| FC Utrecht · Países Bajos       |                     |                     |      |      |      |                    |                    |                    |                          |                          |                          |       |       |       |         |
| 2017/18                         | 1.ª                 | 6                   | 3    | 1    | —    | —                  | —                  | 1                  | 0                        | 0                        | 7                        | 3     | 1     | 0,43  |         |
| 2018/19                         | 1.ª                 | 12                  | 3    | 5    | 1    | 0                  | 0                  | 2                  | 2                        | 1                        | 15                       | 5     | 6     | 0,33  |         |
| 2019/20                         | 1.ª                 | 15                  | 3    | 1    | 4    | 2                  | 0                  | —                  | —                        | —                        | 19                       | 5     | 1     | 0,26  |         |
| Total                           | Total               | 33                  | 9    | 7    | 5    | 2                  | 0                  | 3                  | 2                        | 1                        | 41                       | 13    | 8     | 0,32  |         |
| Partizán de Belgrado Serbia     |                     |                     |      |      |      |                    |                    |                    |                          |                          |                          |       |       |       |         |
| 2020/21                         | 1.ª                 | 7                   | 1    | 0    | 1    | 0                  | 0                  | —                  | —                        | —                        | 8                        | 1     | 0     | 0,13  |         |
| Total                           | Total               | 7                   | 1    | 0    | 1    | 0                  | 0                  | —                  | —                        | —                        | 8                        | 1     | 0     | 0,13  |         |
| Palmaflor del Trópico · Bolivia |                     |                     |      |      |      |                    |                    |                    |                          |                          |                          |       |       |       |         |
| 2021/22                         | 1.ª                 | 15                  | 2    | 1    | —    | —                  | —                  | —                  | —                        | —                        | 15                       | 2     | 1     | 0,13  |         |
| Total                           | Total               | 15                  | 2    | 1    | —    | —                  | —                  | —                  | —                        | —                        | 15                       | 2     | 1     | 0,13  |         |
| Total en su carrera             | Total en su carrera | Total en su carrera | 166  | 24   | 17   | 25                 | 8                  | 2                  | 16                       | 2                        | 2                        | 209   | 37    | 21    | 0,18    |

- (*) Copa de Francia, Copa de la Liga de Francia, Supercopa de Francia, KNVB beker y Copa de Serbia
- (**) Liga Europea de la UEFA Copa de Campeones de la UEFA y Liga Europa Conferencia de la UEFA

## Palmarés

### Campeonatos nacionales
| Título               | Club                      | País    | Año                           |
| -------------------- | ------------------------- | ------- | ----------------------------- |
| Supercopa de Francia | París Saint-Germain F. C. | Francia | 2014 2015 2016 2017 2018 2019 |
| Copa de Francia      | París Saint-Germain F. C. | Francia | 2015                          |
| Ligue 1              | París Saint-Germain F. C. | Francia | 2015                          |